# Авария на АЭС Фукусима-1
Ава́рия на АЭС Фукуси́ма-1 — радиационная авария максимального, 7-го уровня по Международной шкале ядерных событий (INES), произошедшая в пятницу 11 марта 2011 года в результате сильнейшего в истории Японии землетрясения и последовавшего за ним цунами. Затопление подвальных помещений, где располагались распределительные устройства, резервные генераторы и батареи, привело к полному обесточиванию станции и отказу систем аварийного охлаждения. Произошли расплавление ядерного топлива в реакторах энергоблоков № 1—3, накопление водорода в результате пароциркониевой реакции и взрывы гремучей смеси на энергоблоках № 1, № 3 и № 4. В окружающую среду попали в основном летучие радиоактивные элементы, такие как изотопы йода и цезия, объём выброса которых составил до 20 % от выбросов при Чернобыльской аварии.
Несмотря на то, что не было зарегистрировано ни одного случая острой лучевой болезни, повышенное облучение аварийных работников увеличивает среди них риск возникновения онкологических заболеваний, являющихся отдалёнными последствиями облучения. Правительством Японии было подтверждено несколько случаев таких заболеваний, и одно из них привело к смерти человека в 2018 году. С загрязнённых территорий было эвакуировано около 164 тысяч человек. При этом в ходе эвакуации из больниц вследствие недостатка ухода погибло 50 тяжелобольных пациентов. В течение нескольких лет после эвакуации из-за физического и психологического стрессов и плохого медицинского обслуживания и ухода наступили 2304 преждевременные смерти, в основном среди эвакуированных людей пожилого возраста. В декабре 2013 года АЭС была официально закрыта. На территории станции продолжаются работы по ликвидации последствий аварии. По оценке Токийской электроэнергетической компании (TEPCO), на приведение объекта в стабильное, безопасное состояние может потребоваться до 40 лет. Прогнозируемые затраты на весь комплекс мероприятий, включая компенсации эвакуированным, составят, по официальным оценкам, до 22 триллионов иен.

## Характеристика АЭС

Типовой энергоблок реактора BWR с контайнментом Mark-I

АЭС Фукусима-1 (англ. Fukushima Daiichi, «дайити» в переводе с японского означает «номер один») расположена в 220 км к северу от Токио, в одноимённой префектуре, на границе посёлков Футаба и Окума. Станция была одной из первых построенных в Японии АЭС и первой, возведённой по заказу Токийской электроэнергетической компании (TEPCO). В составе АЭС работали шесть энергоблоков с кипящими реакторами. В 2011 году TEPCO являлась одной из крупнейших компаний в своём секторе и производила одну треть от всей электроэнергии в Японии.
|                                | Блок № 1         | Блок № 2                  | Блок № 3   | Блок № 4   | Блок № 5   | Блок № 6                  |
| ------------------------------ | ---------------- | ------------------------- | ---------- | ---------- | ---------- | ------------------------- |
| Модель реакторной установки    | BWR3             | BWR4                      | BWR4       | BWR4       | BWR4       | BWR5                      |
| Тип контайнмента               | MARK I           | MARK I                    | MARK I     | MARK I     | MARK I     | MARK II                   |
| Электрическая мощность         | 460 МВт          | 784 МВт                   | 784 МВт    | 784 МВт    | 784 МВт    | 1100 МВт                  |
| Начало эксплуатации            | 26.03.1971       | 18.07.1974                | 27.03.1976 | 12.10.1978 | 18.04.1978 | 24.10.1979                |
| Поставщик реакторной установки | General Electric | General Electric, Toshiba | Toshiba    | Hitachi    | Toshiba    | General Electric, Toshiba |

## Первые дни аварии на блоках № 1—4

### 11 марта

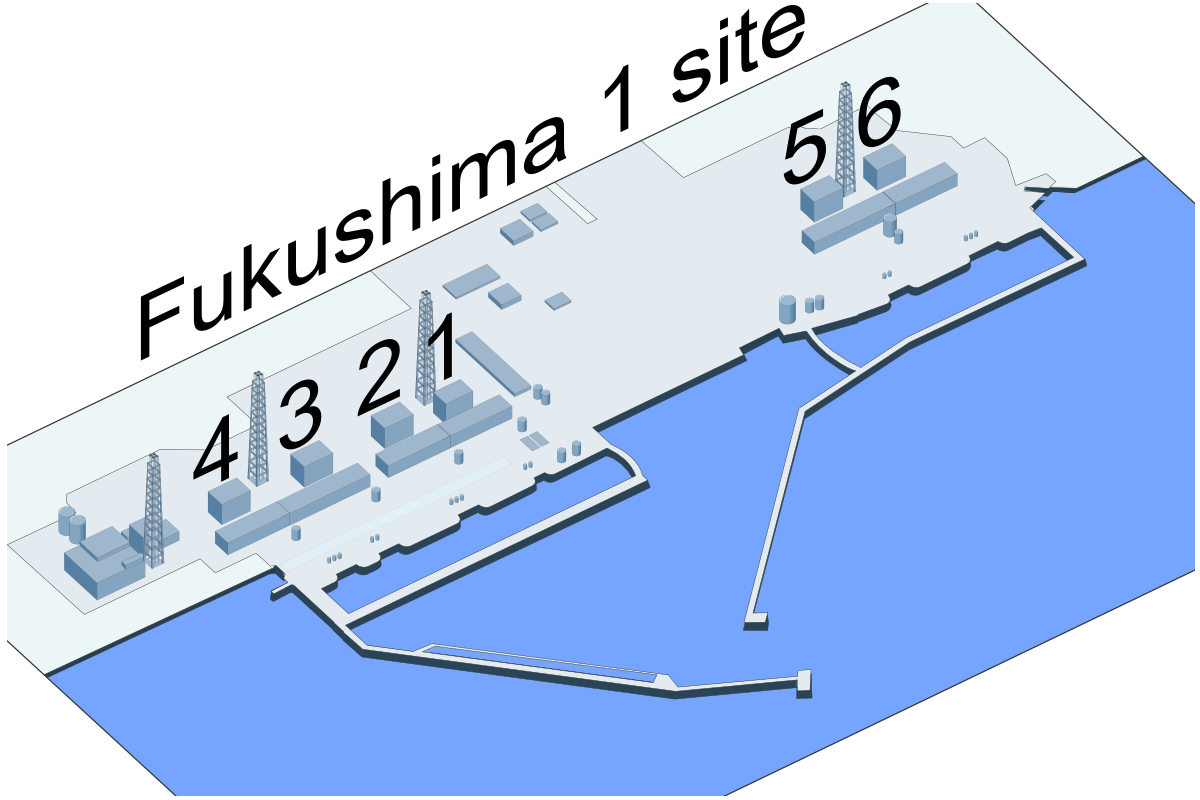
Схема расположения энергоблоков

Схема системы IC

11 марта 2011 года в 14:46 местного времени произошёл основной толчок Великого восточно-японского землетрясения магнитудой 9 единиц с эпицентром, расположенным в 180 км от АЭС Фукусима-1. В это время энергоблоки № 1—3 работали на номинальной мощности, а энергоблоки № 4—6 были остановлены на перегрузку топлива и обслуживание. Землетрясение привело к немедленной автоматической остановке работавших реакторов. Вызванные землетрясением разрушения высоковольтного оборудования и опор линий электропередачи привели к потере внешнего энергоснабжения станции, после чего были автоматически запущены резервные дизельные электрогенераторы. Анализ работы станции до прихода волны цунами показал, что АЭС в целом выдержала воздействие сейсмических толчков.
В результате смещения горных пород произошла деформация морского дна с его подъёмом на 7—10 метров, что вызвало несколько волн цунами. Первая волна высотой 4 метра достигла станции через 40 минут после основного толчка, а в 15:35 пришла вторая волна высотой 14—15 метров, что превысило высоту защитной дамбы, рассчитанной на волну в 5,5 метров, и уровень самой площадки АЭС. Волна цунами смыла стоявшие снаружи тяжёлые резервуары, оборудование и автомобили и дошла до удалённых от берега зданий, оставив после себя множество обломков конструкций. Затопление привело также и к человеческим жертвам: два сотрудника TEPCO, находившиеся в турбинном здании четвёртого энергоблока, были настигнуты нахлынувшей водой и погибли.
Станция никак не была защищена от удара стихии такого масштаба, в результате чего пострадало критически важное оборудование, обеспечивавшее безопасное расхолаживание реакторов. Вышли из строя береговые насосы морской воды, которая являлась конечным поглотителем тепла как для самих реакторов, так и для резервных дизельных генераторов. Вода затопила подвальные помещения турбинных зданий, в которых располагались дизель-генераторные установки, распределительные устройства переменного и постоянного тока, а также аккумуляторные батареи. Два резервных генератора с воздушным охлаждением, расположенные на первом этаже общестанционного хранилища отработанного топлива, не были затоплены, однако вода повредила их распределительное электрооборудование. В подобной ситуации быстрое восстановление электроснабжения было невозможно. Из всех источников резервного электропитания в распоряжении персонала остались батареи постоянного тока энергоблоков № 3, 5, 6 и дизель-генератор блока № 6, имевший воздушное охлаждение. По мнению парламентской комиссии, TEPCO была абсолютно не готова к аварии такого масштаба и судьба станции была уже предрешена.
На блочных щитах управления погасло освещение, и пропала индикация приборов. Информация о состоянии станции также перестала отображаться на мониторах защищённого пункта управления, в котором располагался кризисный центр во главе с управляющим станции Масао Ёсидой. Основное средство связи на АЭС — мобильная PHS-телефония — не работала, и единственным способом коммуникации осталась проводная телефонная связь. Персоналу на энергоблоках пришлось в свете карманных фонарей перечитывать аварийные инструкции, однако в них не оказалось никаких указаний, относящихся к полному обесточиванию. Более того, документация была составлена исходя из того, что будут доступны все критически важные показания приборов. К персоналу станции и управляющему Ёсиде пришло осознание того, что сложившаяся ситуация превосходит все ранее предполагавшиеся сценарии тяжёлых аварий. При отсутствии относящихся к делу процедур персонал был вынужден действовать большей частью исходя из собственного понимания ситуации.
Изначально наиболее тяжёлое положение сложилось на блоке № 1, однако это далеко не сразу было осознано. До прихода цунами отвод теплоты остаточного энерговыделения от реактора осуществлялся при помощи двух независимых конденсаторов режима изоляции (Isolation Condencer — IC). Система IC способна охлаждать реактор в течение примерно 10 часов за счёт естественной циркуляции теплоносителя. При работе системы пар от реактора проходит по теплообменным трубкам, расположенным под водой в баке конденсатора, где, охлаждаясь, конденсируется, и конденсат сливается обратно в реактор. Чистая вода из бака постепенно выкипает, и пар сбрасывается в атмосферу. При работе система не потребляет электроэнергию, однако для запуска циркуляции необходимо открыть электроприводную арматуру. Так как инструкциями ограничивается скорость охлаждения реактора, операторы практически сразу отключили один конденсатор и до прихода цунами несколько раз запускали и останавливали второй. После потери электропитания и, соответственно, индикации на панели управления персонал не смог однозначно определить состояние системы.
Как показало расследование, система IC не функционировала уже с момента полного обесточивания станции. Согласно анализу TEPCO, подтверждённому правительственной комиссией и МАГАТЭ, из-за особенностей логики системы управления при перебоях питания вся арматура в контуре IC автоматически закрылась, включая и ту, которая должна быть постоянно открыта. Никто из персонала на момент аварии не знал о такой возможности.
Не зная точного состояния системы IC, операторы тем не менее полагали, что она всё ещё отводит тепло от реактора. Однако в 18:18, при самопроизвольном восстановлении питания некоторых приборов, на панели управления загорелись индикаторы закрытого положения арматуры. После поворота соответствующих ключей управления над реакторным зданием на некоторое время показался и затем исчез след пара из бака конденсатора IC. По всей видимости, активировать систему было уже поздно, так как циркуляция в ней была заблокирована образовавшимся при пароциркониевой реакции водородом. Эта ключевая информация не была адекватно передана руководству кризисного центра, где по-прежнему полагали, что реактор охлаждается. Только после того, как в 21:51 радиационный фон рядом с реакторным зданием достиг значения 1,2 мЗв/ч и в 23:53 было зарегистрировано повышенное давление в гермооболочке, опасность ситуации на первом энергоблоке стала очевидна.

### 12 марта

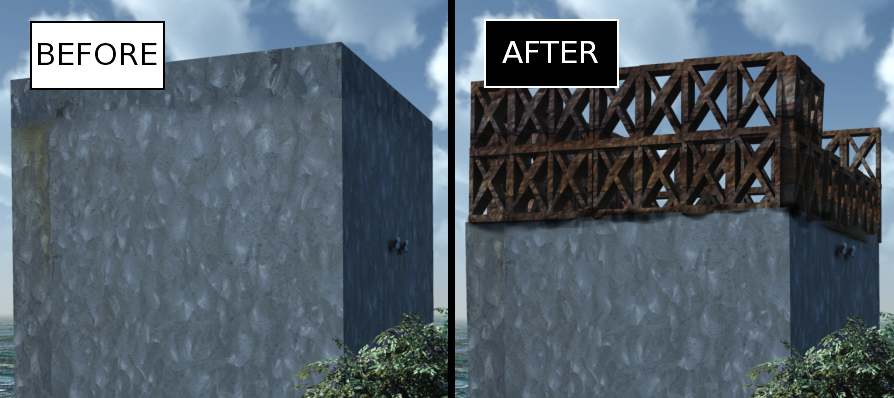
Энергоблок № 1 до (слева) и после взрыва (компьютерная модель)

Схема вентиляции контейнмента

По мнению Масао Ёсиды, ни один из описанных в аварийных инструкциях методов подачи воды в реакторы не мог быть применён в сложившейся ситуации. Для большинства противоаварийных мероприятий требовалось электропитание, а возможность использования стационарного дизельного насоса системы пожаротушения вызывала сомнения, так как баки, из которых он забирал воду, располагались на улице и, скорее всего, были повреждены стихийным бедствием. Предложенный Ёсидой способ состоял в использовании обычных пожарных машин, рукава которых можно было подключить к выводам системы пожаротушения, расположенным снаружи турбинных зданий.
Возможность подачи воды в реактор от стационарной системы пожаротушения не была предусмотрена в оригинальной конструкции станции и была реализована в 2002 году, путём установки перемычек между соответствующими трубопроводами. Дополнительные выводы системы пожаротушения на наружных стенах турбинных зданий были смонтированы в 2010 году, всего за 9 месяцев до аварии. Выводы предназначались только для пополнения запасов воды, и применение пожарных машин для подпитки реактора не рассматривалось инструкциями, так как считалось, что пожарный насос с дизельным приводом не зависит от источников питания и доступен при любом развитии событий. Таким образом, решение Ёсиды было импровизацией, заранее не был установлен порядок действий и не распределены обязанности персонала, что в конечном счёте привело к значительной задержке подачи воды в реактор.
На территории станции находились три пожарных автомобиля, принадлежавших подрядной компании Nanmei, нанятой TEPCO. Одна машина была доступна изначально, для перемещения второй потребовалось расчищать завалы на дороге, а третий автомобиль был сильно повреждён в результате цунами. Организационно задачи пожаротушения на АЭС были разделены: персонал TEPCO отвечал за пожарную безопасность внутри помещений станции, а Nanmei за аналогичные работы на прилегающей территории. Никто из персонала АЭС не был обучен управлению пожарной машиной, а персонал Nanmei не имел права работать в условиях воздействия ионизирующего излучения. TEPCO была вынуждена просить Nanmei помочь выполнить опасную работу, выходящую за рамки контракта. С двух до четырёх часов ночи продолжались поиски вводов системы пожаротушения в турбинное здание. Лишь при помощи работника, ранее участвовавшего в их установке, вводы обнаружились под завалами обломков, нанесённых цунами. Пожарные машины не могли подавать воду в реактор, пока в последнем сохранялось высокое давление. Однако в 02:45 12 марта давление в реакторе внезапно снизилось с 6,9 МПа до 0,8 МПа без каких-либо действий персонала, что свидетельствовало о серьёзном повреждении корпуса реактора. Только в 05:46, более чем через 14 часов после отказа систем охлаждения, удалось наладить сколь-либо стабильную подачу воды в реактор первого энергоблока. Согласно выполненному после аварии анализу, вполне вероятно, что только малая часть подаваемой воды достигла реактора.
Незадолго до полуночи с 11 на 12 марта персоналу станции удалось восстановить индикацию некоторых приборов при помощи найденного у подрядной организации небольшого мобильного генератора. Давление в гермооболочке первого энергоблока составило 0,6 МПа (абс.), что превышало максимальное разрешённое значение в 0,528 МПа (абс.). В 00:55 Ёсида, как и требовалось процедурой, доложил в кризисный центр TEPCO в Токио о чрезвычайной ситуации и необходимости сброса давления. До этого дня в TEPCO не сталкивались с операцией аварийного выброса радиоактивных веществ в атмосферу, и руководство решило также заручиться поддержкой правительства Японии. Премьер-министр Наото Кан и министр экономики, торговли и промышленности Банри Кайэда дали своё согласие, осознавая опасность разрушения контейнмента. Сброс было решено провести после официального объявления об операции местному населению, которое планировалось на 03:00 этой же ночи. В 02:30 очередные замеры давления в гермооболочке показали значение в 0,840 МПа (абс.).
В три часа ночи правительством Японии на пресс-конференции было объявлено о скором сбросе давления из гермооболочек АЭС. Тем временем радиационная обстановка ухудшалась, и для прохода в реакторное здание потребовалось подготовить спецодежду с замкнутой системой дыхания. Кроме того, необходимо было спланировать работы, учитывая отсутствие освещения и питания для электро- и пневмоприводов арматуры. Необходимую для планирования бумажную документацию приходилось на свой страх и риск искать в административном здании, проход в которое при землетрясениях был запрещён. Однако в правительстве Японии не смогли объективно оценить все сложности работы на аварийной АЭС, руководство страны было раздражено «медленной» реализацией запланированного мероприятия, и Наото Кан решил лично посетить станцию, чтобы узнать причину задержек.
Утром 12 марта Масао Ёсида внезапно узнал о скором прибытии премьер-министра и решил встретить его лично. На совещании, занявшем около часа, Наото Кан потребовал как можно быстрее реализовать сброс давления, а Масао Ёсида доложил о трудностях, с которыми пришлось столкнуться на станции. Успокоить премьер-министра удалось только после заявления Ёсиды о том, что задача будет выполнена, даже если для этого придётся сформировать «отряд смертников». Операцию было обещано выполнить в 9:00.
После того как в девять утра TEPCO получила отчёт об эвакуации населения из ближайших населённых пунктов, первая группа сотрудников АЭС, освещая свой путь фонарями, поднялась на второй этаж реакторного здания и к 09:15 вручную открыла один из клапанов системы вентиляции. Вторая группа попыталась добраться до другого клапана, расположенного в подвальном помещении, однако из-за высокого уровня радиации им пришлось развернуться обратно на полпути из опасения превысить максимальную дозу в 100 мЗв. Не оставалось ничего иного, как найти способ подать сжатый воздух к пневматическому приводу оставшегося клапана через штатную систему. Только к 12:30 удалось найти необходимый компрессор у одной из подрядных организаций на площадке АЭС. В 14:00 компрессор был подключён к системе сжатого воздуха, а с помощью мобильного генератора был запитан управляющий соленоид на пневмоприводе клапана вентиляции. Быстрое снижение давления в гермооболочке подтвердило успех операции.
В противовес нештатному использованию пожарных машин для охлаждения реактора противоаварийными инструкциями предлагалось использовать систему аварийной подачи борированной воды. В электросистеме первого и второго энергоблоков удалось найти одно не повреждённое водой распределительное устройство, способное преобразовать напряжение 6 кВ от передвижного генератора и тем самым запитать насосы этой системы (напряжение 480 В), что позволило бы охлаждать реакторы при высоком давлении в них (эта стратегия была в дальнейшем признана сомнительной, так как запас борированной воды, подаваемой этими насосами, составлял всего 15,5 м³). К зданию второго энергоблока доставили высоковольтный генератор, и 40 человек было задействовано, чтобы вручную протянуть несколько сотен метров тяжёлого силового кабеля по коридорам станции.
Практически сразу после того, как высоковольтный генератор был подключён и запущен, в 15:36 на первом энергоблоке раздался взрыв. Причина взрыва — водород, образованный в результате пароциркониевой реакции. Три сотрудника TEPCO и два сотрудника Nanmei пострадали при взрыве и были эвакуированы. Повсюду вокруг энергоблока были разбросаны обломки конструкций, повредившие временные кабели и пожарные рукава, а радиационная обстановка значительно ухудшилась. Масао Ёсида был обескуражен произошедшим, поскольку теперь ему требовалось заново организовывать работу, которая, казалось, была уже завершена.
До взрыва никто из сотрудников станции или персонала кризисных центров не подозревал о возможности взрыва водорода за пределами защитной оболочки. Кроме того, такой сценарий не рассматривался в документах МАГАТЭ или АЯЭ/ОЭСР. Мероприятия по водородной взрывобезопасности были реализованы лишь внутри контейнмента, который был заполнен азотом для создания инертной атмосферы. Теперь же перед персоналом стояла задача предотвратить возможные взрывы на втором и третьем блоках. Изначально предполагалось просверлить вентиляционные отверстия в строительных конструкциях, однако ввиду высокого риска детонации из-за случайной искры от этой идеи быстро отказались. В стенах реакторных зданий были предусмотрены вышибные панели, призванные защитить здание от избыточного давления изнутри. Панели на АЭС Фукусима были дополнительно укреплены, чтобы избежать случайного открытия при землетрясениях, и для их снятия требовался инструмент. TEPCO были заказаны установки гидроабразивной резки, однако из-за последующих событий ко времени, когда они могли быть доставлены на АЭС, необходимость в установках отпала.
После взрыва потребовалось несколько часов для того, чтобы восстановить подачу воды в реактор первого блока, расчистив завалы и заменив повреждённые пожарные рукава. Сами пожарные машины, хоть в них и были выбиты стёкла, сохранили работоспособность. В связи с исчерпанием запасов очищенной воды пришлось перевести водозабор пожарных машин на морскую воду, ближайшим источником которой оказалась камера переключения задвижек третьего энергоблока, затопленная при цунами. Усилиями сотрудников удалось запустить пожарные насосы в 19:04. Незадолго до этого в кабинете премьер-министра в Токио обсуждалось положение на АЭС. После получения информации о взрыве Наото Кан решил расширить зону эвакуации с 10 до 20 км от станции, хотя планы эвакуации для этой зоны отсутствовали. Также у премьер-министра возникли сомнения касательно использования морской воды для охлаждения реакторов, и он спросил, не вызовет ли такой способ проблем с контролем подкритичности. Этот вопрос вызвал некоторое замешательство у присутствующих, которые опасались, что если не развеять сомнения Кана, то это ухудшит ситуацию на станции. В перерыве между совещаниями вице-президент TEPCO Итиро Такэкуро созвонился напрямую с Ёсидой и узнал, что подача воды уже началась. Полагая, что вопрос об использовании морской воды должен решаться на самом высоком уровне, Такэкуро приказал остановить насосы. Ёсида, видя всю серьёзность и непредсказуемость ситуации на АЭС, принял самостоятельное решение и, отчитавшись руководству о прекращении подачи воды, приказал своим подчинённым продолжать работу. В конце концов официальное разрешение было получено, и TEPCO сообщила о начале подачи морской воды в реакторы в 20:20, хотя фактически насосы работали уже больше часа.

### 13 марта

Схема системы RCIC

Пока шла борьба с аварией на первом энергоблоке, ситуация на втором и третьем блоках оставалась относительно стабильной. На этих блоках использовалась система расхолаживания, состоящая из паровой турбины и соединённого с ней насоса (англ. Reactor Core Isolation Cooling — RCIC). Турбина приводилась в действие паром из реактора, а насос подавал охлаждающую воду из баков запаса конденсата в реакторную установку. Для контроля и регулирования требовался постоянный ток, но поначалу даже на полностью обесточенном втором энергоблоке система справлялась со своими функциями, поскольку была вручную активирована всего за несколько минут до потери электропитания.
Ещё 12 марта на третьем энергоблоке, несмотря на наличие питания постоянного тока, система RCIC самопроизвольно отключилась. При снижении уровня теплоносителя в реакторе автоматически включилась система аварийной подпитки (High Pressure Coolant Injection — HPCI). Система HPCI, хоть и устроена аналогично RCIC, имеет существенно бо́льшую производительность и не предназначена для длительного расхолаживания реактора. Из-за подачи большого количества охлаждающей воды давление в реакторе снизилось до 0,8 МПа, и турбина HPCI работала на сниженных оборотах. Так как работа системы вне рабочего диапазона была ненадёжна, персонал третьего блока решил подавать воду в реактор от стационарного пожарного насоса с дизельным приводом. Для этого планировалось поддерживать сниженное давление в реакторе, открыв его предохранительные клапаны. Эти намерения не были должным образом доведены до управляющего Ёсиды.
13 марта операторы третьего блока приступили к реализации своей стратегии. В 02:42 система HPCI была вручную остановлена при давлении в реакторе 0,580 МПа, однако попытки открыть предохранительный клапан оказались неудачными. Наиболее вероятно, что к этому времени батареи уже не могли дать необходимый ток для привода клапана. Давление в реакторе стало расти, к 03:44 достигнув значения 4,1 МПа, что значительно превышало возможности насоса пожаротушения. Резервные батареи, используемые на АЭС Фукусима для управления такими системами, как HPCI, невозможно транспортировать вручную. Маловероятно, что, даже найдя такую батарею, персонал смог бы её доставить к месту установки.
Узнав, наконец, о ситуации на третьем блоке в 03:55, Масао Ёсида не нашёл иного способа наладить охлаждение реактора, кроме как использовать пожарные машины. Первоначально планировалось подавать морскую воду так же, как и на первом блоке, и к 7 утра персонал протянул и подключил необходимые пожарные рукава. Примерно в это же время директор по эксплуатации TEPCO позвонил Ёсиде из офиса премьер-министра и выразил мнение о том, что приоритет должен быть отдан использованию обессоленной воды. Ёсида воспринял это указание весьма серьёзно, думая, что оно исходит от самого премьер-министра, хотя это было не так. Персоналу пришлось расчищать завалы перед баками с пресной водой и тянуть к ним рукава пожарных машин. Параллельно с этим сотрудники TEPCO собрали 10 аккумуляторных батарей из частных автомобилей, припаркованных на станции. В 09:08 им удалось подключить батареи к панели управления, создав напряжение 120 В, и открыть предохранительные клапаны реактора третьего блока. Давление быстро снизилось до 0,46 МПа, и в 09:25, более чем через 7 часов после остановки HPCI, вода в реактор была подана. Запасы пресной воды были малы, и переключение на морскую воду в конечном итоге оказалось неизбежно, что и было сделано в 13:12 этого же дня.
Так же как и на первом блоке, персоналу удалось реализовать сброс среды из гермооболочки, давление в которой снизилось с 0,63 МПа (абс.) в 09:10 до 0,27 МПа (абс.) к 10:55. Только один из двух клапанов на линии сброса можно было открыть вручную, для удержания в открытом состоянии второго клапана требовался сжатый воздух. Первоначально персонал использовал для этого баллоны сжатого воздуха, затем мобильные компрессоры. Эти усилия не были в достаточной мере эффективны, давление в гермооболочке в течение суток периодически возрастало и к 07:00 14 марта достигло 0,52 МПа (абс.).

### 14 марта
К 6 утра 14 марта Масао Ёсиду всё больше стала беспокоить возможность взрыва водорода на третьем блоке АЭС. Для этого было достаточно поводов: вероятное осушение активной зоны, повышение уровня радиации около реакторного здания, появление за его дверями пара и рост давления в гермооболочке — всё, как и ранее на первом энергоблоке. В 6:30 Ёсида приказал удалить всех работников с площадки у блока, однако ситуация с охлаждением морской водой требовала активных действий. Запасы воды в камере переключения третьего блока, откуда забирали воду и на охлаждение первого реактора, иссякали. Уже в 07:30 Ёсиде пришлось возобновить работы. Несколько прибывших пожарных машин использовали, чтобы организовать подачу воды непосредственно из океана, поднимая её на высоту более 10 метров.
Работы по организации бесперебойной подачи морской воды в реакторы активно велись, когда в 11:01 произошёл взрыв водорода на третьем энергоблоке. При взрыве пострадали четыре сотрудника TEPCO и три сотрудника Nanmei, а также четыре члена пожарных бригад Сил самообороны Японии, которые прибыли для помощи персоналу АЭС. Охлаждение реакторов было в очередной раз прервано, и из-за сложной радиационной обстановки и продолжавшихся повторных толчков восстановить его удалось только к вечеру этого же дня (в 16:30 блок № 3, в 19:57 блок № 2, в 20:30 блок № 1).
Как ни удивительно, система RCIC второго энергоблока до тех пор работала без какого-либо электропитания, однако её производительность падала. Ранее, 12 марта в 04:00, из-за исчерпания запасов конденсата, который закачивался в реактор насосом RCIC, водозабор системы переключили на камеру конденсации контейнмента Mark-I (форма резервуара — тор). Циркуляция теплоносителя через реактор стала проходить по замкнутому контуру, и вся система постепенно нагревалась. Около 13:25 14 марта уровень теплоносителя в реакторе второго блока снизился, и имелись все признаки того, что система RCIC остановлена.
Теперь и на втором блоке станции требовалось реализовать те же мероприятия, что и на блоках № 1 и № 3, то есть сбросить давление в реакторе и гермооболочке и начать подачу воды пожарными машинами. Масао Ёсида считал, что в первую очередь следует снизить давление в гермооболочке, так как из-за длительной работы RCIC давление и температура в камере конденсации были слишком велики, чтобы эффективно принять пар от предохранительных клапанов реактора. В такой ситуации их открытие грозило разрушением камеры. Попытки открыть клапан с пневмоприводом на линии сброса из гермооболочки безуспешно продолжались до четырёх часов дня, хотя всё необходимое для этого подготовили ещё 13 марта. Глава комиссии по ядерной безопасности Харуки Мадарамэ и президент TEPCO Симидзу Масатака приказали Ёсиде открыть предохранительные клапаны реактора, не дожидаясь завершения этой операции. В 16:34 персонал подключил автомобильные батареи к панели управления, однако из-за проблем с приводом клапанов и из-за высокой температуры в камере конденсации давление в реакторе снизилось до 0,63 МПа лишь к 19:03. После этого в 19:57 были запущены пожарные машины. Перед этим в 18:50 показания уровня воды в реакторе свидетельствовали о полном осушении активной зоны. Несмотря на все попытки сбросить среду из гермооболочки, к 22:50 давление в ней достигло 0,482 (абс.), что превышало максимально допустимые 0,427 (абс.). Уже после аварии было выявлено, что предохранительная мембрана на воздуховоде вентиляции так и не разорвалась.
Персонал постоянно сталкивался с проблемами при работах по поддержанию низкого давления в реакторе второго блока, подача от пожарных машин периодически прерывалась, и Ёсида начал всерьёз рассматривать возможность эвакуации большей части персонала со станции из-за риска разрушения контейнмента. В ночь с 14 на 15 марта президент TEPCO Симидзу обсудил этот вопрос с министром Кайэдой, который воспринял это как просьбу полностью эвакуировать АЭС.

### 15 марта

Рисунок разреза энергоблока
5 — бассейн выдержки отработавшего топлива; 10 — бетонная биозащита сухой шахты реактора; 24 — камера конденсации

В три часа ночи 15 марта премьер-министру Кану было сообщено о возможной эвакуации со станции, и он сразу же отверг это предложение как абсолютно недопустимое. Ещё до этого запроса Кан испытывал стойкое недоверие к TEPCO и сомневался в адекватности принимаемых мер по управлению аварией. В 05:30 премьер-министр прибыл в кризисный центр TEРСO в Токио и официально объявил о создании объединённого (правительство и TEPCO) центра по управлению аварией. По мнению официальных лиц, это в дальнейшем позволило правительству взять ситуацию под контроль.
Тем временем на АЭС, после того как персонал очередной рабочей смены прибыл 15 марта на третий блок, даже через свои защитные маски сотрудники в 06:10 услышали звук мощного взрыва. Вскоре им приказали вернуться в защищённый пункт управления. Выйдя на улицу, персонал увидел разрушения реакторного здания четвёртого энергоблока и множество обломков, затруднявших передвижение. Сотрудникам пришлось идти пешком, и они смогли передать информацию о разрушениях в кризисный центр только к восьми утра. Как установило расследование, причина взрыва на четвёртом энергоблоке — водород, поступивший по системе вентиляции от третьего блока, когда на последнем выполнялся сброс среды из контейнмента. Источника водорода на самом четвёртом блоке не было, топливо из реактора было выгружено, а в бассейне выдержки было достаточно воды.
Масао Ёсида узнал о взрыве вскоре после шести утра, однако ему ещё не было известно о разрушении четвёртого блока. Показания датчика давления в камере конденсации второго энергоблока в это же время снизились до нуля, и Ёсида посчитал, что взрыв произошёл внутри контейнмента блока № 2. Это вынудило его дать указание об укрытии сотрудников в местах с возможно более низким радиационным фоном вблизи АЭС Фукусима-1 до тех пор, пока ситуация не стабилизируется. Однако в семь часов утра 650 человек вместо этого отбыли на АЭС Фукусима-дайни. На некоторое время ликвидировать аварию остались лишь 50 сотрудников: руководители кризисного центра, инженеры и рабочие, присутствие которых было необходимо. Эвакуированный персонал начал возвращаться на АЭС только к полудню этого же дня.
Взрыва на втором блоке станции не произошло. Хотя топливо было повреждено и шла пароциркониевая реакция, образовывавшийся водород уходил в атмосферу через вышибную панель реакторного здания. Панель оказалась сорвана со своего места и упала на крышу примыкающего здания после взрыва на одном из соседних блоков. Тем не менее энергоблок № 2, возможно, стал источником значительной части выброса в окружающую среду, когда между 7:00 и 11:00 предположительно произошла разгерметизация его контейнмента.

## Стабилизация положения на станции

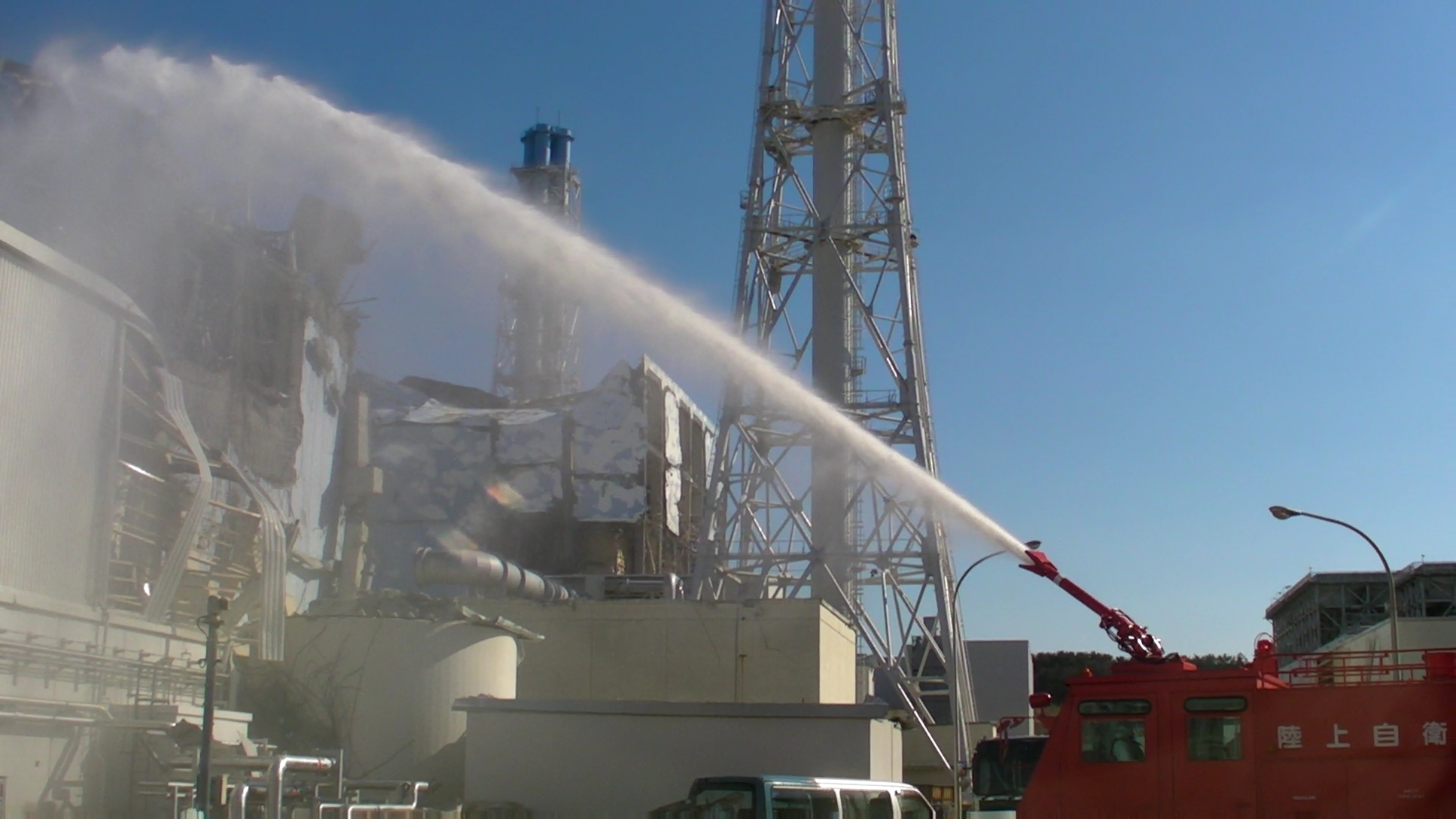
Пожарные машины на работах по ликвидации аварии на блоке № 3

После 15 марта внимание было сосредоточено на бассейнах выдержки отработанного ядерного топлива, так как предполагалось, что без охлаждения уровень воды в них может значительно снизиться. Наибольший риск в этом отношении представлял блок № 4, так как в его бассейне находились ТВС, лишь недавно выгруженные из реактора и, соответственно, имевшие наибольшую теплоту остаточного энерговыделения. Однако при осмотре с вертолёта бассейн блока № 4 оказался заполнен — благодаря тому, что при перегрузке топлива его соединяли с шахтой реактора, создавая дополнительный запас воды. Приоритет был отдан блоку № 3, так как его состояние осталось под вопросом из-за завалов конструкций, мешавших осмотру. Было испробовано несколько способов доставки воды к бассейнам: при помощи вертолётов и различных пожарных машин Токийской пожарной службы, полиции и Сил самообороны Японии. Из-за низкой точности этих методов от них отказались в пользу использования строительной техники — бетононасосов, оснащённых гибкой и длинной стрелой, позволявшей точно направить воду в нужное место.
До аварии электроэнергия к АЭС доставлялась по семи линиям напряжением 66, 275 и 500 кВ. На станции оно понижалось до 6,9 кВ, 480 В и 100 В и использовалось различным оборудованием. От землетрясения и цунами пострадало как высоковольтное оборудование на подстанциях, так и преобразовательные и распределительные устройства на самой АЭС. Только после доставки передвижных распределительных устройств и трансформаторов, а также прокладки временных кабелей внешнее электропитание 1-го и 2-го энергоблоков было восстановлено 20 марта, через 9 суток после начала аварии, а питание 3-го и 4-го блоков было налажено 26 марта, через 14 дней после обесточивания.
4 апреля для обеспечения откачки высокорадиоактивной воды из подземных сооружений энергоблоков № 1, 2 и 3 TEPCO объявила о вынужденном сбросе в море примерно 10 тысяч тонн низкорадиоактивной воды из станционного хранилища радиоактивных отходов. Эта мера была необходима для высвобождения объёма под высокоактивную воду, и правительство Японии дало разрешение на операцию. По заявлению TEPCO, сброс воды мог добавить к дозовой нагрузке на человека, который бы жил неподалёку от станции, лишь 0,6 мЗв.
17 апреля 2011 года TEPCO обнародовала программу мероприятий, направленных на стабилизацию положения на АЭС. В результате выполнения программы предполагалось добиться устойчивого снижения мощности дозы излучения и взять под контроль сбросы радиоактивных веществ. Для этого начиная с 27 июня 2011 года охлаждение реакторов стало осуществляться по замкнутому контуру: протекающая из реакторов вода попадала в турбинные здания энергоблоков, откуда забиралась насосами, очищалась на фильтрах и направлялась обратно в реакторы. Кроме того, оболочки блоков № 1—3 были заполнены инертным газом — азотом.
После цунами, взрывов и обрушения конструкций штатные системы охлаждения бассейнов стали неработоспособны. Для каждого из энергоблоков пришлось смонтировать дополнительные контуры охлаждающей воды, подключённые к сохранившимся станционным трубопроводам. Схема включала в себя теплообменник, разделявший воду бассейна и охлаждающую воду, насосы и небольшие вентиляторные градирни, отводившие тепло в окружающую среду. Первая такая система для блока № 2 была запущена 2 июня, а 10 августа последним по такой схеме было налажено охлаждение бассейна блока № 1.
16 декабря 2011 года стадия аварии была официально завершена, когда разрушенные реакторы были переведены в «эквивалентное холодному» состояние, при котором температура среды внутри гермооболочек стабилизировалась ниже 100 °С. По Международной шкале ядерных событий (INES) аварии был присвоен максимальный, 7-й уровень — «Крупная авария», который ранее присваивался лишь однажды при аварии на Чернобыльской АЭС.

## Эвакуация

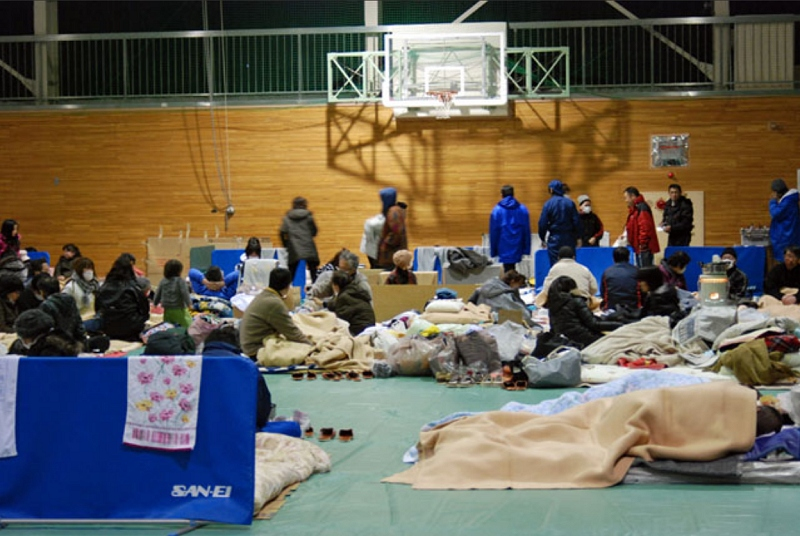
Эвакуированные в спортзале одной из школ города Корияма

Разрушительное землетрясение и цунами вывели из строя большинство стационарных постов радиационного мониторинга, а плохое состояние дорог значительно затруднило радиационную разведку с использованием автотранспорта. Кроме того, после обесточивания АЭС её дозиметрическое оборудование не функционировало, и, соответственно, отсутствовали исходные данные для расчёта последствий выброса. По этим причинам в первые дни аварии выбор областей, подлежащих эвакуации, был основан на техническом состоянии самой станции, а не на оценке радиологических последствий для населения. Первый приказ об эвакуации из 3-километровой зоны, выпущенный 11 марта, был вызван необходимостью провести вентиляцию герметичных оболочек блоков № 1 и 2. Однако длительная задержка в выполнении этой операции вызвала дополнительные опасения, и после 05:00 12 марта зона эвакуации была расширена до радиуса в 10 км от АЭС. Дальнейшее ухудшение ситуации, взрывы на блоках № 1, 3 и 4 привели к очередному расширению закрытой зоны. 15 марта её размер ограничивался радиусом в 20 км от станции, а жителям 30-километровой зоны предписывалось оставаться в помещениях.
Несмотря на разрушенные дороги и автомобильные пробки, эвакуация проходила довольно быстро. Многие жители покинули свои дома уже через несколько часов после того, как узнали о приказе. С другой стороны, из-за быстро расширявшихся границ закрытой зоны многим приходилось несколько раз менять место пребывания. Так, 20 % жителей ближайших к АЭС городов пришлось переезжать более шести раз. Полностью эвакуация из 20-километровой зоны заняла три дня. Временное укрытие в домах не является сколь-либо долговременной мерой защиты, однако указание об укрытии проживающих в пределах 30-километровой зоны оставалось в силе до 25 марта, и жителям не было разъяснено, как следует вести себя в такой ситуации. Это привело к серьёзному нарушению условий проживания населения. Так, в городе Иваки закрылись все магазины, и только к 21 марта правительство организовало доставку в город продуктов и медикаментов.
На момент аварии около 2220 пациентов проходили лечение в учреждениях здравоохранения в пределах 20-километровой зоны от АЭС. Из-за того, что тяжёлая авария на атомной станции считалась маловероятной, только в одной больнице был подготовлен план реагирования на случай радиационной аварии. Медицинский персонал оказался не готов к эвакуации большого количества пациентов, некоторые из которых требовали постоянного ухода и не могли передвигаться самостоятельно. Так, 14 марта при эвакуации психиатрической клиники Футабы потребовалось перевезти людей на расстояние около 230 километров. Три человека погибло в пути, и ещё 11 умерли на следующий день от недостатка медицинской помощи. Из-за плохой организации эвакуации четыре пациента скончались в самой клинике, а один пропал без вести. Всего в апреле 2011 года был зарегистрирован 51 смертельный случай, связанный с эвакуацией из больниц.
В ходе продолжающегося радиационного мониторинга были выявлены загрязнённые территории за пределами 20-километровой зоны отчуждения. Эти территории протянулись в северо-западном направлении вдоль следа выброса, образовавшегося 15 марта в результате осаждения дождями радиоактивных веществ на поверхность земли. 22 апреля правительством Японии эти территории, на которых прогнозируемые дозы для населения превышали 20 мЗв за год, были включены в зону эвакуации. Сама эвакуация была проведена ещё через месяц.
Всего статус эвакуированных получили более 164 тысяч человек, и по состоянию на 2020 год 39 тысяч из них всё ещё не могли вернуться в свои дома. По оценкам правительства префектуры Фукусима и Японского агентства реконструкции, ответственного за восстановление пострадавших от стихийного и техногенного бедствий территорий, за годы после аварии физический и психологический стрессы, недостаток медицинской помощи привели к преждевременной смерти 2304 человек, в основном людей пожилого возраста.

## Радиологические последствия

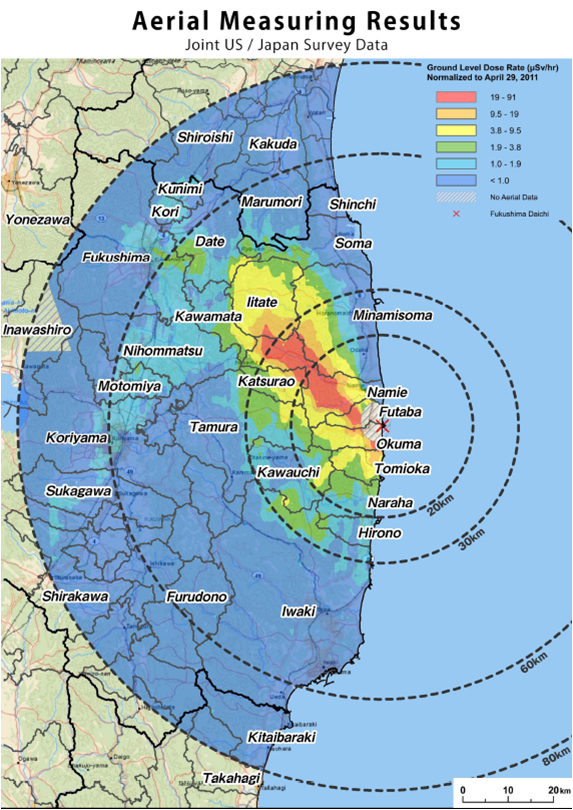
Карта замеров мощности дозы ионизирующего излучения на 29 апреля 2011 года

Первоначальный выброс радиоактивных веществ в атмосферу произошёл в период с 12 по 14 марта и был обусловлен сбросом давления из гермооболочек и взрывами на блоках № 1 и 3; этот выброс протянулся в восточном направлении и был рассеян над океаном. Основное влияние на загрязнение сухопутной территории Японии оказали радиоактивные вещества из контейнмента второго энергоблока после его разгерметизации 15 марта. Следуя за переменой ветра (направление выброса сменилось с южного на северо-западное), а вечером 15 марта начавшийся дождь привёл к осаждению радиоактивных веществ на поверхность. После 23 марта атмосферные выбросы значительно снизились и уже мало сказывались на загрязнении территории Японии.
Бо́льшую часть выброса составили инертные газы и летучие элементы, полностью вышедшие из топлива при его плавлении. Выход в окружающую среду более тугоплавких компонентов ядерного топлива, таких как стронций и плутоний, был крайне ограничен. Всего в атмосферу было выброшено до 32 ПБк криптона-85, до 12 тысяч ПБк ксенона-131, до 400 ПБк йода-131, до 20 ПБк цезия-137. Указанное количество йода и цезия составило примерно 20 % от выброса соответствующих изотопов при Чернобыльской аварии. Около 80 % атмосферного выброса было вынесено далеко за прибрежную зону, где радиоактивные вещества постепенно осели на поверхность океана и были подхвачены трансокеаническими течениями.
Основной сброс радиоактивной воды в океан произошёл в течение первого месяца с начала аварии. Всего было сброшено до 20 ПБк йода-131 и до 6 ПБк цезия-137, доля иных изотопов оказалась значительно ниже. Загрязнению подверглись прежде всего прибрежные воды: концентрация радиоактивных веществ в воде на расстоянии 30 км от АЭС оказалась в 1000 раз меньше, чем вблизи неё. В 2013 году цезий-137 фукусимского происхождения был обнаружен в водах континентального шельфа Канады в концентрациях 0,5 Бк/м³, что ниже глобальной концентрации радиоцезия в океане, равной 1 Бк/м³.
В результате аварии население Японии подверглось дополнительному облучению. Средняя эффективная доза эвакуированного населения в зависимости от времени нахождения в зоне отчуждения составила 6…10 мЗв за первый год после аварии. Жители префектуры Фукусима получили дозы в среднем ниже 4 мЗв, а облучение большей части населения Японии оказалось сопоставимо с облучением от природного фона или гораздо ниже его. 25 тысяч работников, участвовавших в ликвидации аварии с её начала до октября 2012 года, в среднем получили дозы в 12 мЗв. Из этого числа у 173 сотрудников дозы превысили 100 мЗв, а у шести работников TEPCO — 250 мЗв. Переоблучение этих шести сотрудников в основном было обусловлено вдыханием радиоактивного йода-131. При этом четыре сотрудника носили пылезащитные респираторы вместо респираторов с активированным углём из-за нехватки последних в первые дни аварии.
За время аварии не было зарегистрировано ни одного случая острой лучевой болезни. В дальнейшем, по оценкам МАГАТЭ и ВОЗ, прирост онкологических заболеваний, обусловленный аварией, будет чрезвычайно мал, а число радиационно-индуцированных заболеваний составит малую долю от числа спонтанных раков.
Министерство здравоохранения, труда и благосостояния Японии совместно с TEPCO реализовало программу медицинской поддержки аварийных работников. Все сотрудники, в том числе и те, кто сменил работу, проходят регулярные медицинские осмотры с целью выявления профессиональных заболеваний. Министерство сформировало набор критериев, по которым возникшая болезнь может быть расценена как последствие аварийного облучения (хотя невозможно достоверно отличить радиационно-индуцированный рак от спонтанного). В этом случае пострадавшие имеют право на получение страховых выплат. К началу 2023 года таким образом официально было подтверждено четыре случая лейкемии, два случая рака щитовидной железы, два случая рака глотки и один случай рака лёгких, приведший к смерти человека в 2018 году. Эта смерть является первой, отнесённой на счёт аварии.
Комиссией Научного комитета по действию атомной радиации (НКДАР) при ООН была также выполнена оценка влияния аварии на растительный и животный мир. По мнению комиссии, нельзя полностью исключить изменения биомаркеров в отдельных биотах, особенно в сильнозагрязнённых районах в первые два месяца аварии, однако нарушения в масштабах популяций маловероятны. В 2011 году группа японских исследователей обнаружила физиологические и генетические аномалии у нескольких бабочек вида Zizeeria maha, принадлежащего к семейству голубянок, которое наиболее распространено в Японии. Некоторым особям, проживающим на территории префектуры Фукусима, нанесён вред в виде уменьшения площади крыльев и деформации глаз. По мнению НКДАР, нельзя однозначно судить о связи этих явлений с последствиями аварии.

## Причины аварии

### Расследование и его выводы
С целью раскрытия обстоятельств и причин катастрофы было опубликовано множество работ. В самой Японии независимо друг от друга было проведено четыре масштабных расследования, результаты которых были представлены в 2012 году. Это отчёты владельца АЭС Токийской электроэнергетической компании (TEPCO), комиссии кабинета министров, парламентской комиссии и так называемой независимой комиссии. Последняя была создана по инициативе главного редактора газеты «Асахи симбун» Фунабаси Ёити; возглавил комиссию Коити Китадзава, бывший глава Японского агентства по науке и технологиям. Позднее, в 2015 году, был опубликован доклад генерального директора МАГАТЭ, посвящённый аварии. Доклад был подготовлен с привлечением международных экспертов.
Хотя непосредственной причиной аварии были названы разрушительное землетрясение и цунами, однако, по мнению правительственной комиссии, недостатки в противоаварийных мероприятиях привели к полной неготовности станции к удару стихии и определили масштабы катастрофы.
Первоначально TEPCO утверждала, что возможность цунами такого масштаба лежала за границей области разумных предположений. Однако в окончательном отчёте было признано, что «оценка цунами в итоге оказалась неудовлетворительной, и коренной причиной аварии является недостаточная подготовка к воздействию цунами».
Парламентская комиссия прямо назвала катастрофу «рукотворной» в том смысле, что, хотя недостатки в безопасности АЭС, особенно в отношении стихийных бедствий, были выявлены ещё до 2011 года, ни TEPCO, ни регулирующие органы, ни профильное министерство не сделали ничего, чтобы устранить их. Глава комиссии Киёси Курокава в своём предисловии к англоязычной версии отчёта написал: «Нужно признать, и это особенно болезненно, что эта катастрофа „сделана в Японии“. Её глубинные причины происходят из самой японской культуры: нашего рефлекторного послушания, нашего нежелания сомневаться в руководстве, нашей приверженности „следованию заданной программе“, нашего группизма и нашей замкнутости».
Независимая комиссия обратила внимание на «миф о безопасности», господствовавший во всей атомной отрасли Японии. В самой индустрии, в регулирующем ведомстве и в сознании местных властей не допускалась мысль о том, что АЭС могут представлять серьёзную опасность. Это привело к тому, что тяжёлые аварии на станциях не рассматривались как вероятные и никакая подготовка к ним не велась.

### Стойкость АЭС к стихийным бедствиям
Фукусима-1 стала одной из первых АЭС, сооружённых в Японии, в период, когда сейсмология ещё находилась на раннем этапе своего развития. Оценка вероятности крупных стихийных бедствий, выдерживать натиск которых была обязана станция, проводилась на основе исторических свидетельств об имевших место землетрясениях и цунами за период порядка четырёхсот лет. Согласно собранным данным префектура Фукусима являлась одним из наименее сейсмически активных регионов Японии. Определение возможных нагрузок на конструкции и оборудование АЭС основывалось на землетрясениях с магнитудой около семи, а максимальная высота возможного цунами принималась равной 3,1 метра.
Первоначальная высота побережья, выбранного для строительства АЭС, составляла 30—35 метров над уровнем моря. Исходя из стремления снизить сейсмические нагрузки на оборудование, уровень промышленной площадки станции был понижен до отметки в 10 метров, при этом часть прибрежного насосного оборудования оказалась лишь на 4 метра выше уровня воды. Это также позволяло сэкономить на эксплуатации систем охлаждения АЭС, забиравших морскую воду, даже несмотря на то, что потребовалась значительная выборка грунта при строительстве.
Описываемый подход к оценке рисков был характерен для периода 60-х и 70-х годов XX века. Хотя при этом также было принято создавать запас безопасности, увеличивая магнитуду землетрясения либо располагая его предполагаемый эпицентр ближе к площадке станции, в проекте АЭС Фукусима-1 этого сделано не было, и оценка сейсмических воздействий и связанных с ними цунами базировалась исключительно на исторических данных. Случаи серьёзных землетрясений магнитудой 9 в регионах со сходным тектоническим строением (Чилийское и Аляскинское землетрясения) также не были приняты во внимание. Начиная с 1990-х годов в международной практике при оценке вероятности землетрясений стали учитываться и геотектонические характеристики региона, показывающие потенциальную возможность сейсмической активности. Тогда же было установлено, что крупные землетрясения могут происходить в среднем раз в 10 000 лет, и исторических свидетельств за меньшие периоды не всегда оказывается достаточно для оценки риска.
В атомном законодательстве Японии отсутствовали требования, обязывавшие владельцев АЭС проводить периодическую переоценку безопасности и соответствующую модернизацию станций с учётом результатов новых исследований, и до начала 2000-х переоценка рисков, связанных с землетрясениями и цунами, не проводилась. После Великого землетрясения Хансин-Авадзи 1995 года озабоченность в обществе в отношении готовности инженерных сооружений к землетрясениям значительно возросла. В числе прочего это заставило надзорное ведомство Японии, пусть и со значительной задержкой, обновить свои руководящие документы, касающиеся оценки сейсмостойкости АЭС. После выхода в 2006 году обновлённых норм Агентство по ядерной и промышленной безопасности потребовало у эксплуатирующих организаций подтвердить соответствие АЭС новым требованиям. При переоценке рисков были использованы как новейшие данные по имевшим место землетрясениям, так и данные о потенциально сейсмогенных тектонических структурах. Расчётные нагрузки от землетрясений на оборудование станции были существенно увеличены, но и они в ряде случаев оказались ниже тех, что испытала АЭС в 2011 году.
Со времени строительства станции и до 2002 года никаких переоценок, связанных с опасностью цунами для АЭС Фукусима-1, сделано не было. Регулирующее ведомство Японии никогда не выдвигало законодательных требований, касающихся пересмотра опасности от цунами, хоть и признавалось, что вероятность затопления не может быть полностью исключена. Деятельность TEPCO в этом направлении была большей частью спровоцирована появлением стандартов в области численных методов расчёта высоты волн цунами, предложенных Японским обществом инженеров-строителей. В 2002—2009 годах TEPCO провела серию расчётов, получив значение максимальной высоты волн цунами в районе АЭС Фукусима-1 равным 6,1 м. Основной недостаток методики заключался в ограниченном выборе эпицентров землетрясений — источников цунами, перечень которых был основан на исторических данных, в результате чего источники магнитудой выше восьми в зоне Японского жёлоба напротив побережья Фукусимы не рассматривались.
В 2000-х годах в TEPCO поступала информация, заставлявшая усомниться в правильности принятых оценок высоты цунами. Так, в июле 2002 года Центральным органом по содействию в сейсмологических исследованиях (HERP) было высказано предположение о возможности крупного землетрясения в любом месте на протяжении Японского жёлоба. Позже, в 2009 году, новое исследование землетрясения Дзёган-Санрику, произошедшего в 869 году, показало, что вызванное им цунами могло затронуть зону расположения АЭС Фукусима-1. TEPCO использовала эти источники в пробных расчётах, которые показали возможность возникновения волн цунами высотой 8 метров от источника, аналогичного землетрясению Дзёган-Санрику, и более 15 метров от источника, предложенного HERP
В компании с большим скептицизмом отнеслись к полученным результатам, так как они были получены не по общепринятой методологии, поэтому опасность катастрофических стихийных бедствий, значительно превышающих проектные предположения, не рассматривалась руководством TEPCO всерьёз. В последующем вице-президент TEPCO Сакаэ Муто объяснил позицию компании так: «Я посчитал, что реализация мероприятий по защите от стихийных бедствий не требует спешки, так как такие катастрофы происходят реже, чем раз в сто лет. Эксплуатация реактора длится меньше». В результате TEPCO обратилась к Японскому обществу инженеров-строителей для дальнейшего анализа, и в 2011 году эта работа всё ещё велась. Никаких промежуточных мер по защите АЭС от подобных экстремальных воздействий не было принято. Великое восточно-японское землетрясение превзошло даже максимальные оценки. Протяжённость вызвавшего землетрясение разлома была настолько велика, что спровоцировала сразу несколько волн цунами, которые, достигнув АЭС, усилили друг друга. Подобная ситуация никогда не анализировалась до событий 2011 года.
Не все владельцы атомных станций в Японии относились к опасности от цунами так же, как и TEPCO. В 2007 году Японская атомная энергетическая компания (JAPC), эксплуатирующая АЭС Токай, получила карту возможного затопления цунами, выпущенную префектурой Ибараки. Согласно карте, в зоне АЭС высота волн цунами могла составить 5,72 метра при высоте защитных сооружений АЭС 4,91 метра. Руководство JAPC не стало ставить под сомнение данные, предоставленные префектурой, вместо этого перед станцией была возведена новая защитная дамба высотой 6,11 метра. Во время землетрясения 2011 года фактическая высота волн составила 5,4 метра.

### Готовность АЭС к обесточиванию
Вероятность потери внешнего электроснабжения была учтена в проекте станции, которая на этот случай имела 13 дизельных электрогенераторов с запасом топлива на двое суток работы и комплекты батарей постоянного тока. Данные системы были успешно включены в работу после землетрясения, которое, по-видимому, не оказало значительного влияния на их функции. Однако расположение большей части оборудования в подвальных помещениях привело к тому, что после затопления площадки волной цунами резервное электроснабжение станции было практически полностью потеряно. Только энергоблок № 6 сохранил источники переменного и постоянного тока, а на энергоблоках № 3 и № 5 было доступно лишь питание от батарей. Из-за разрушений от землетрясения и цунами внешнее электроснабжение было восстановлено лишь через 9 суток после начала аварии.
Законодательство в области ядерной безопасности Японии в принципе не требовало от эксплуатирующей организации рассматривать случаи длительного, многочасового обесточивания станции. В 1991—1993 годах, вслед за выходом в США «Отчёта по оценке аварий с потерей электроснабжения на атомных станциях», Комиссия по ядерной безопасности Японии инициировала рассмотрение аналогичного вопроса в отношении подведомственных АЭС. Обсуждение проводилось в закрытом режиме и с привлечением операторов АЭС в качестве консультантов. В результате был сделан вывод о том, что несмотря на весьма серьёзные последствия многочасового обесточивания, сама вероятность такого обесточивания, длящегося дольше 30 минут, чрезвычайно низка благодаря высокой надёжности электрических сетей Японии и резервного оборудования АЭС. Никаких изменений в руководящие документы внесено не было. Впоследствии глава Комиссии по ядерной безопасности Харуки Мадарамэ на заседании Парламентской комиссии по расследованию аварии принёс свои извинения по поводу подобной организации работы ядерного регулятора.
В самой TEPCO осознавали уязвимость системы внешнего электроснабжения от воздействия землетрясений, но не спешили с принятием соответствующих мер. К 2020 году в компании планировали модернизировать подстанцию Син-Фукусима и линии электропередач от неё к АЭС Фукусима-1 в соответствии с требованиями сейсмостойкости, а также увеличить запас топлива дизель-генераторов для обеспечения их автономной работы в течение более чем семи дней. К моменту аварии эти мероприятия реализованы не были.
Таким образом, полное обесточивание станции (включая отказ резервных источников), существенно повлиявшее на развитие событий при аварии, никак не было учтено при оценке её безопасности, что, однако, по заявлению МАГАТЭ, характерно для большинства эксплуатируемых в настоящее время АЭС.

## Экономические последствия

### Прямые затраты
Прямые затраты на ликвидацию последствий аварии включают в себя стоимость работ по демонтажу АЭС и дезактивации загрязнённых территорий, а также компенсационные выплаты населению и коммерческим компаниям. В 2013 году эти затраты оценивались в 11 триллионов иен, позднее, в 2016 году, прогноз был увеличен до 22 триллионов иен. В 2019 году токийское аналитическое агентство «Японский центр экономических исследований» представило свою оценку прогнозируемых затрат на ликвидацию последствий аварии, в которой итоговые суммы оказались значительно выше официальных. По оценкам агентства, стоимость всех работ составит от 35 до 81 триллиона иен, в зависимости от выбранного способа утилизации накопленных объёмов радиоактивной воды. Затраты на компенсационные выплаты пострадавшим были оценены в 10 триллионов иен против 8 триллионов, одобренных Министерством экономики, торговли и промышленности. Фактически к началу 2020 года населению и коммерческим компаниям, пострадавшим от эвакуации и отчуждения земель, были выплачены компенсации на сумму в более чем 9 триллионов иен. По статистике, семья из четырёх человек в среднем получила около 90 миллионов иен, из которых 49,1 млн за недвижимость, 10,9 млн за потерянный доход и 30 млн иен в качестве компенсации морального ущерба. Эти деньги не облагаются налогом.
Указанные затраты значительно превышали возможности TEPCO и поставили компанию под угрозу банкротства. В 2011 году для финансовой поддержки TEPCO и, соответственно, её способности осуществлять компенсационные выплаты пострадавшим был создан специальный фонд, бюджет которого основан на средствах государства (налоговых поступлениях). Предусматривается, что TEPCO и другие владеющие АЭС компании в конечном итоге возместят государству эти расходы посредством регулярных платежей, что, однако, приведёт к некоторому повышению стоимости электроэнергии для потребителей. После создания фонда доля участия государства в управлении и финансировании TEPCO превысила 50 %, что означало её национализацию. Для минимизации затрат компания подверглась реструктуризации, сокращению штата и урезанию заработной платы сотрудникам и надбавок управляющим.

### Электроэнергетика
После мая 2011 года все атомные энергоблоки Японии были остановлены, что привело к дефициту электроэнергии и вынудило правительство принять жёсткие меры по её экономии, снизив потребление летом 2011 года в среднем на 15 % по отношению к 2010 году. До 2011 года доля атомной электроэнергии в энергобалансе Японии составляла 30 %. После аварии Демократическая партия Японии предложила стратегию по полному отказу от АЭС к 2040 году. По оценкам Министерства экономики, торговли и промышленности, замещение атомной энергетики тепловой привело бы к увеличению затрат на генерацию электроэнергии на 38 млрд долларов в год. После победы Либерально-демократической партии на выборах в конце 2012 года правительство взяло курс на постепенный перезапуск остановленных АЭС и поддержание доли атомной энергетики на уровне 20 %.
Перезапуск АЭС стал возможен только после переоценки их безопасности, в особенности по отношению к внешним воздействиям, в ходе так называемых «стресс-тестов». Кроме того, требовалось получить согласие местных властей на возобновление работы станций. Затраты на перезапуск оказались весьма существенными и составили от 700 миллионов до миллиарда долларов на каждый энергоблок. По информации Японского атомного форума JAIF, к 2017 году общая стоимость этих работ превысила 17 млрд долларов. К 2021 году всего 10 из 54 работавших до 2011 года энергоблоков были перезапущены. Все они оснащены реакторами типа PWR. Для перезапуска станций с кипящими реакторами потребовался больший объём модернизации, связанный с установкой систем очистки сбросов из контайнментов. В целом процесс возобновления работы АЭС происходит медленнее, чем ожидалось, в частности из-за появления всё новых требований надзорных органов. . В 2022 году кабинет министров Японии в целях выхода из энергетического кризиса разработал пакет мер по восстановлению ядерной энергетики, включая ускоренный перезапуск остановленных АЭС, разрешение на эксплуатацию АЭС старше 60 лет и план по разработке реакторов нового поколения, призванных заместить 20 выводимых из эксплуатации энергоблоков.
Из-за замещения АЭС тепловыми электростанциями зависимость Японии от ископаемого сырья увеличилась с 81 % в 2010 году до 89 % в 2016-м, что сопоставимо с периодом перед нефтяным кризисом 1973 года, когда доля ископаемого топлива в энергобалансе страны составляла 94 %. С целью диверсификации электроэнергетики в 2012 году в Японии были введены стимулирующие зелёные тарифы, ускорившие развитие возобновляемой энергетики. Основной рост пришёлся на солнечные электростанции, их суммарная мощность увеличилась с 370 МВт в 2010 году до 53,8 ГВт в 2019. В структуре производства электроэнергии доля солнечных станций составила 7,4 %, а доля всех возобновляемых источников — 18,5 %.

### Сельское хозяйство, пищевая промышленность
После аварии 53 страны и Евросоюз ввели запрет на импорт сельскохозяйственной продукции и продуктов питания из Японии. К 2020 году в большинстве стран ограничения были полностью сняты, но в некоторых они сохранились как в виде запрета поставки товаров из определённых префектур, так и в виде требования сопровождать товар сертификатом проведения контроля на содержание радионуклидов. В самой Японии, несмотря на строгий контроль, спрос на продукцию из северного Хонсю значительно упал из-за соответствующих опасений потребителей. С течением лет фактор радиационной аварии при выборе продуктов питания постепенно «забывался», однако и в 2017 году цены на продукцию из Фукусимы оставались ниже рыночных. После падения в 2012 году до 2,4 тонны, и вплоть до 2017 года экспорт фермерской продукции из префектуры Фукусима оставался ниже уровня 2010 года. Сильнее всего от аварии на АЭС пострадали рыболовецкие хозяйства. Даже в 2016 году, через 5 лет после аварии, стоимость добытого улова в Фукусиме составляла 461 миллион иен против доаварийных 11 миллиардов.

## Восстановление загрязнённых территорий

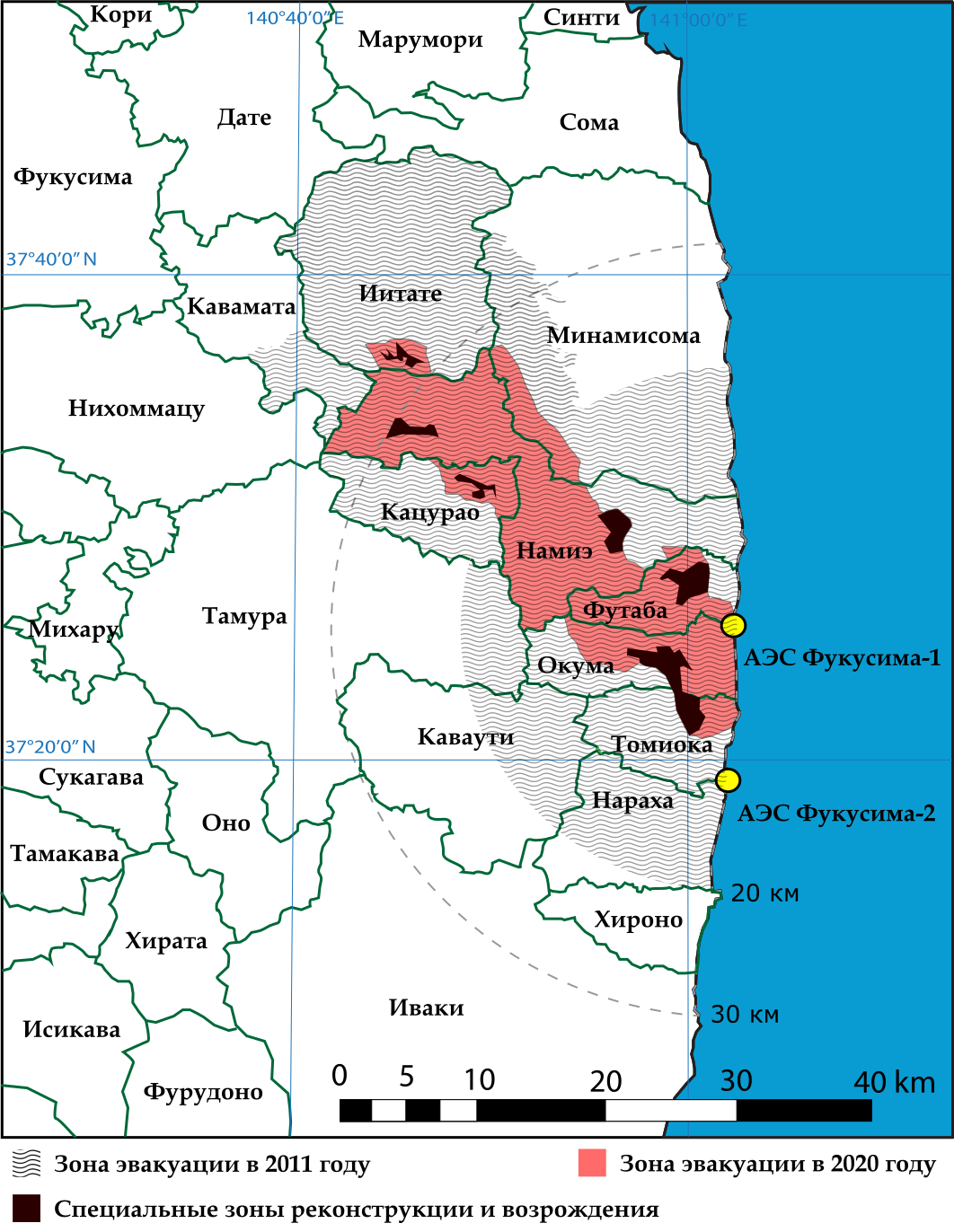
Зона, «возвращение в которую затруднено», в 2020 году

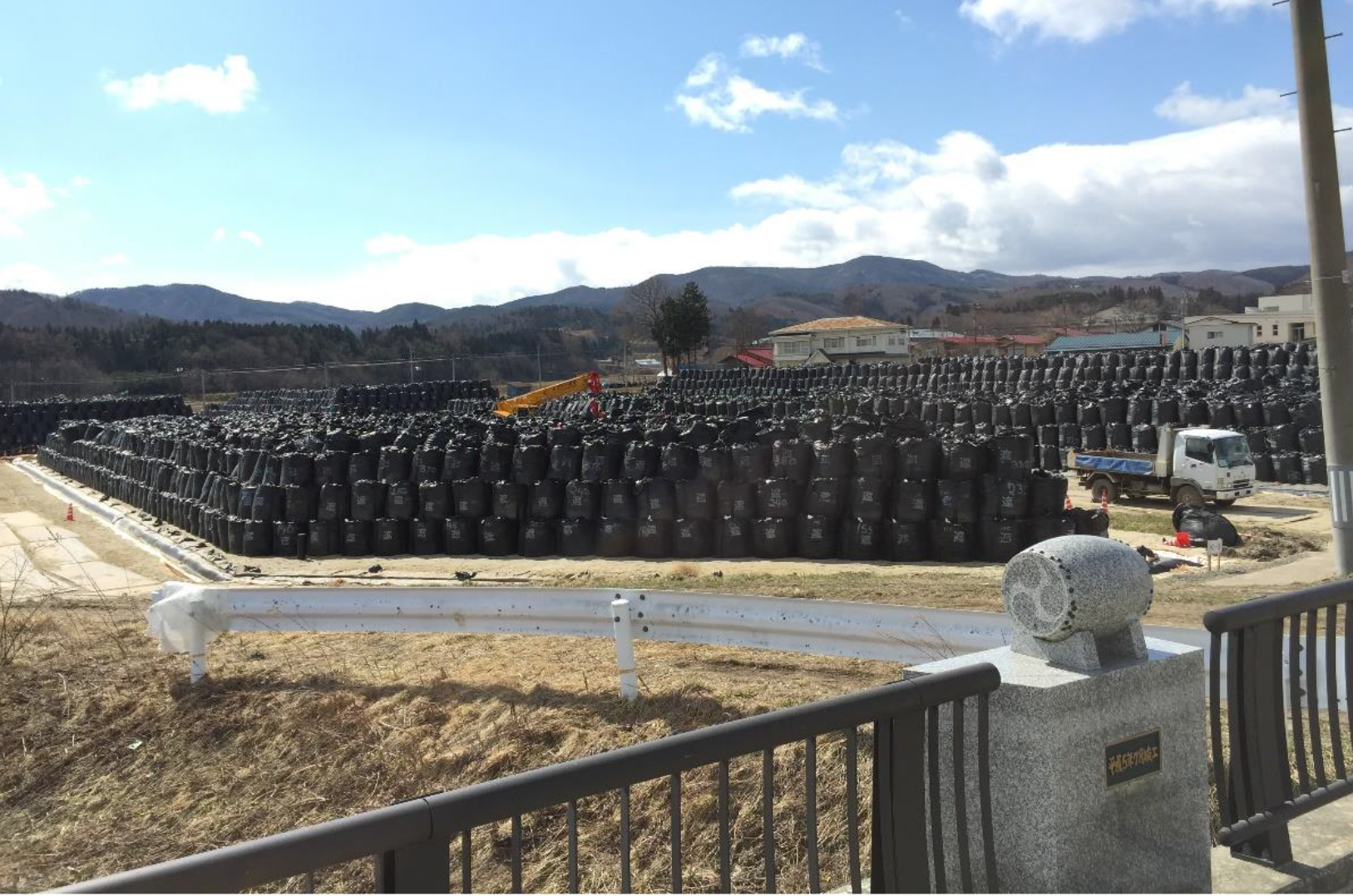
Одна из временных площадок хранения радиоактивной почвы

Следствием мероприятий по защите населения от последствий радиационной аварии стало установление в 2011 году зоны эвакуации вокруг АЭС Фукусима-1, где прогнозируемое облучение населения могло превысить 20 мЗв за год. Эта зона включала в себя территории в радиусе 20 км от станции, а также земли, попавшие в область «северо-западного» следа выброса. Общая площадь зоны эвакуации, затронувшей одиннадцать муниципалитетов, составила около 1150 км². В дальнейшем, в зависимости от уровня загрязнения, эти территории были разделены на три зоны. Первые — это так называемые «области, возвращение в которые будет затруднено», где прогнозируемая доза облучения не снизится за пять лет ниже 20 мЗв/год или уже превышает 50 мЗв/год. Вторые — области с запретом на проживание, в которых прогнозируемая доза выше 20 мЗв за год, но в которых будут систематически проводиться восстановительные работы. Наконец, третью зону составляют области, в которых будет вестись подготовка к возвращению жителей и в которых, по состоянию на декабрь 2011 года, прогнозируемая доза облучения находится ниже границы в 20 мЗв/год. Согласно принятым решениям правительства Японии, отмена приказов об эвакуации возможна при выполнении ряда условий. Во-первых, получаемая населением годовая эффективная доза облучения должна быть снижена ниже 20 мЗв. Во-вторых, должна быть восстановлена инфраструктура, необходимая для постоянного проживания. И в-третьих, администрация префектуры, муниципалитетов и жители должны быть соответствующим образом проконсультированы.
Старт началам работ по дезактивации был положен в декабре 2011 года усилиями Сил самообороны и Министерства окружающей среды Японии. Основной задачей на первом этапе являлась дезактивация офисов администраций муниципалитетов и общественных центров, которые должны были стать базами для дальнейшего развёртывания работ. Затем, уже с середины 2012 года, в затронутых муниципалитетах начались работы по широкомасштабной дезактивации территорий. Поверхности зданий и дорог очищались от загрязнений традиционными методами: водой под давлением и чисткой. Дезактивация почвы заключалась в удалении её верхнего слоя и последующей засыпки «чистой» землёй. При этом накапливались значительные объёмы радиоактивной почвы. Для её складирования в каждом муниципалитете было создано множество временных площадок хранения. По завершении работ на каком-либо участке накопленные на временной площадке отходы перевозились в промежуточное хранилище, для которого была выделена территория в 1600 га вокруг площадки АЭС Фукусима-1. Окончательное захоронение накопленных отходов запланировано за пределами территории префектуры Фукусима через 30 лет после создания временного хранилища.
Первым муниципалитетом, в котором завершилась дезактивация территории, стал город Тамура 29 июня 2013 года, а к марту 2017 года работы были завершены во всех 11 муниципалитетах. В результате мощность дозы снизилась по сравнению с 2011 годом в среднем на 65 %, то есть оказалась меньше, чем если бы она снижалась только за счёт естественного распада. После завершения работ и оценки их результатов в соответствующих муниципалитетах были отменены приказы об эвакуации. В итоге территория закрытой «области, возвращение в которую будет затруднено», составляла 337 км². Некоторое улучшение радиационной обстановки даже в этих областях позволило в 2017 году принять пятилетний план по созданию в них специальных зон реконструкции и возрождения площадью 28 км². Эти зоны были выбраны поскольку до аварии в них проживало около 60% от населения теперь закрытой области. К маю 2023 года этот план был выполнен, однако, по состоянию на начало 2023 года, из 7960 жителей в реконструированные районы вернулись менее 2% от этого количества. Дальнейшие планы по реконструкции остающихся закрытыми областей будут зависеть от того насколько много людей пожелает в них вернуться.
Радиоактивному загрязнению, хоть и значительно меньшему, подверглись и области далеко за пределами зоны эвакуации. Так или иначе затронутыми оказались территории восьми префектур площадью 24 тысячи км². Дезактивация этих территорий завершилась в марте 2018 года.

## Ликвидация АЭС

### План работ
Прежде чем приступить к демонтажу аварийной АЭС, необходимо было определить состояние её конструкций, удалить из энергоблоков ТВС и расплавившееся топливо, провести дезактивацию и переработку радиоактивных отходов. 21 декабря 2011 года TEPCO совместно с Министерством природных ресурсов и надзорными органами Японии выпустила «дорожную карту» мероприятий на среднюю и долгосрочную перспективу по окончательной ликвидации АЭС. Срок выполнения этих мероприятий оценивается в 30—40 лет. Программа разделяет работы на три этапа:
1. от достижения «холодного останова» реакторов до начала работ по удалению топлива из бассейнов выдержки (этап завершён 18 ноября 2013 года);
2. от окончания этапа 1 до начала удаления обломков ТВС и топливного расплава из реакторных отделений энергоблоков (в течение 10 лет);
3. от окончания этапа 2 до полного демонтажа АЭС (в течение 30—40 лет).

### Обращение с радиоактивной водой
В течение длительного времени, пока разрушенное топливо в реакторных зданиях энергоблоков выделяет остаточное тепло, нужно обеспечивать его охлаждение. На раннем этапе развития аварии для этого применялась морская вода, закачиваемая в реакторы пожарными машинами. Начиная с мая 2011 года на АЭС были установлены электронасосы, подающие пресную воду через систему подпитки реакторов. 
С июня 2011 года охлаждающая вода циркулирует по достаточно протяжённому контуру, включающему в себя реактор, гермооболочку, подвалы реакторного и турбинного зданий. Забираемая из турбинного отделения вода перед возвратом в реакторы проходит через системы очистки от радионуклидов и установку обессоливания.
Обращение с загрязнённой водой представляет собой значительную проблему на площадке АЭС. Через контуры охлаждения блоков № 1—3 циркулирует около 400 м³ воды в день. Однако к ним добавляются сопоставимые объёмы грунтовых вод, ежедневно поступающие в подвалы зданий, и эта вода также становится радиоактивной. В результате образуются большие объёмы отходов, которые требуют значительных площадей хранения на станции. До аварии производилась постоянная откачка прибывающих грунтовых вод из специальных дренажных колодцев. После аварии система перестала функционировать, и около 400 м³ воды в день поступало в подвалы зданий, такой же объём воды проходил под зданиями и в конечном итоге попадал в океан. Чтобы уменьшить объёмы поступающей воды и предотвратить утечку загрязнённой воды в океан, было реализовано несколько мероприятий:
- уровень воды в подвалах энергоблоков поддерживается достаточно низким, чтобы уменьшить её инфильтрацию в окружающий грунт;
- с 21 мая 2014 года функционирует система байпасирования грунтовых вод. На возвышенности перед площадкой АЭС устроен ряд дренажных колодцев, вода из которых собирается, анализируется на загрязнения и сбрасывается в океан, то есть направляется в обход площадки станции[240];
- в 2015 году было завершено возведение водонепроницаемого ограждения из стальных шпунтовых свай с береговой стороны АЭС[241];
- так же в 2015 году на площадке станции устроено несколько десятков дренажных колодцев для сбора грунтовых вод, в том числе непосредственно перед береговым ограждением[242];
- 31 марта 2016 года создано льдогрунтовое ограждение вокруг основных зданий АЭС. Для этого под землёй были проложены специальные трубопроводы, по которым циркулирует хладагент от холодильных машин[243];
- к 2017 году была завершена работа по осушке и бетонированию береговых подземных технологических тоннелей, в которых ранее накопился большой объём радиоактивной воды[244].

В результате приложенных усилий приток загрязнённых вод из всех источников на станции сократился с 470 м³ в день в 2014 году до 140 м³ в день в 2020 году.
Для обращения с постоянно образующимися объёмами загрязнённой воды требуются системы очистки от радионуклидов. В июне 2011 года были введены первые две установки для очистки воды от масла, цезия и загрязнений производства Areva (Франция) и Kurion (США), а также обессоливающая установка с использованием обратного осмоса. Из-за того, что при работе установки Areva нарабатывался относительно высокоактивный шлам, создававший дополнительные дозовые нагрузки на эксплуатирующий персонал, она была остановлена и переведена в резерв в сентябре этого же года. 19 августа 2011 года параллельно с Kurion стала работать ещё одна установка по очистке от радиоцезия SARRY (Simplified Active Water Retrieve and Recovery System), а параллельно с фильтрами обратного осмоса была подключена дистилляционная обессоливающая установка. В 2014 году вышла на полную мощность система ALPS (Advanced Liquid Processing System), которая позволила достичь глубокой очистки от широкого спектра радионуклидов, не удалённых предыдущими установками. Тем не менее ни одна из установок не способна очистить воду от трития. Также системы очистки создают радиоактивные отходы в виде пульпы и отработанных фильтрующих материалов, которые нужно хранить в специальных контейнерах. По состоянию на конец 2020 года, на территории станции хранилось 438 м³ шлама и 9311 м³ концентрированных жидких радиоактивных отходов, полученных после обработки очищаемой воды, а общее количество контейнеров с отработанными фильтрационными материалами достигло 5312.
Вся вода, прошедшая через системы очистки, в настоящее время хранится на территории АЭС. В 2020 году её объём составил более чем 1 240 000 м³. Из них 1 216 000 м³ прошли очистку на установке ALPS от всех радионуклидов, кроме трития. Ожидается, что существующие запасы пространства на территории АЭС для хранения воды в объёме 1 370 000 м³ будут исчерпаны к лету 2022 года (на начало 2023 года хранится 1 330 944 м³). Хранение таких объёмов в пределах площадки станции, по мнению МАГАТЭ, может рассматриваться лишь как вынужденная мера. Предложено несколько вариантов дальнейшей утилизации:
- глубокое геологическое захоронение;
- контролируемый сброс в океан;
- выпаривание со сбросом пара в атмосферу;
- сброс в форме водорода;
- отверждение и последующее подземное захоронение.

За время эксплуатации систем очистки и бакового хозяйства произошло несколько инцидентов, связанных с утечками загрязнённой воды. Крупнейший из них случился в августе 2013 года, когда 300 м³ воды, загрязнённой изотопами цезия и стронция, вытекло из ёмкости для хранения через незакрытый дренажный клапан.
В январе 2020 года, после нескольких лет рассмотрения этого вопроса, специальный комитет при Министерстве экономики, торговли и промышленности рекомендовал контролируемый сброс в океан, как наиболее реалистичный вариант утилизации тритиевой воды (такой способ регулярно используется при нормальной эксплуатации атомных электростанций). Продолжительность такого сброса может составить от 7 до 29 лет в зависимости от выбранных пределов годового поступления радиоактивных веществ в океан. 13 апреля 2021 года правительством Японии было объявлено о решении начать сброс тритий-содержащей воды в океан начиная с 2023 года в объёмах 22 ТБк/год (600 Ки/год), с общей продолжительностью около 30 лет. Планируется, что очищенная вода будет перед сбросом разбавлена до концентрации 1500 Бк/л по тритию, что в семь раз меньше допустимой концентрации, установленной ВОЗ для питьевой воды. Отмечается, что издержки от репутационных потерь сельскохозяйственной и рыболовецкой промышленности Фукусимы возьмёт на себя компания TEPCO. 
24 августа 2023 года Япония начала  сброс воды в океан. В ответ Китай запретил ввоз всех японских морепродуктов (представители рыболовной индустрии опасаются, что покупатели будут остерегаться морепродуктов из этой зоны). Это же сделала и Южная Корея.  Позже Россия также запретила ввоз японских морепродуктов.  В октябре 2023 года министр сельского хозяйства Японии Итиро Миясита заявил, что Япония планирует преодолеть китайский запрет, действуя по процедурам ВТО.
Некоторые учёные считают, что долгосрочные последствия сброса непонятны, однако МАГАТЭ ранее заявило о незначительном радиологическом воздействии на людей и окружающую среду и соответствии международным стандартам безопасности.

### Удаление топливных сборок и топливосодержащего расплава
На момент аварии на энергоблоках находилось следующее количество топливных сборок (ТВС):
|             |             | Энергоблок 1 | Энергоблок 2 | Энергоблок 3 | Энергоблок 4 | Энергоблок 5 | Энергоблок 6 |
| ----------- | ----------- | ------------ | ------------ | ------------ | ------------ | ------------ | ------------ |
| В реакторах | В реакторах | 400          | 548          | 548          | 0            | 548          | 764          |
| В бассейнах | Облучённых  | 292          | 587          | 514          | 1331         | 946          | 876          |
| В бассейнах | Свежих      | 100          | 28           | 52           | 204          | 48           | 64           |

На блоке № 3 в бассейне находилось MOX-топливо производства Франции. Кроме того, 6375 отработавших тепловыделяющих сборок находились в общестанционном хранилище отработанного ядерного топлива (ХОЯТ).
Перемещение топливных сборок из бассейнов выдержки в общестанционное хранилище началось с энергоблока № 4, работы на котором были выполнены в декабре 2014 года. Чтобы освободить в ХОЯТ место для сборок из бассейнов других блоков, часть ТВС была транспортирована в специальных контейнерах на площадку сухого хранения, находящуюся на территории станции. Извлечение топлива из бассейна энергоблока № 3 началось 15 апреля 2019 года и планировалось к завершению в 2020 году, однако фактически все топливные кассеты были выгружены только к марту 2021 года. Очистка бассейнов выдержки блоков № 1 и № 2 запланирована на период с 2024 по 2028 год. Для обеспечения безопасности работ над бассейнами блоков № 3 и № 4 были расчищены завалы и возведены специальные шатры, под которыми ведётся выгрузка. На блоке № 1 вместо небольшого шатра над бассейном выдержки планируется установить навес над всем энергоблоком. Строительные конструкции реакторного здания блока № 2 не были значительно повреждены взрывами, и для доступа в центральный зал решено было сделать проём с его южной стороны.
В 2015—2017 годах было выполнено обследование энергоблоков № 1—3 методом мюонной рассеивающей радиографии. Метод, впервые применённый для исследования египетских пирамид, основан на регистрации потока космических мюонов до и после прохождения ими исследуемого объекта. Так как уран рассеивает мюоны в три раза сильнее, чем железо, то по полученным данным можно определить расположение топливосодержащих материалов в конструкциях энергоблоков. В результате обследования было установлено, что в реакторах блоков № 1 и № 3 практически отсутствуют топливные материалы, тогда как в корпусе реактора энергоблока № 2 сохранился значительный объём застывшего топливного расплава. Наличие остатков ядерного топлива в подреакторных помещениях всех трёх блоков было визуально подтверждено при обследовании дистанционно-управляемыми роботами.
Работы по извлечению топливосодержащего расплава и обломков топливных сборок из разрушенных корпусов реакторов и подреакторных помещений планировалось начать с энергоблока № 2 в 2021 году, но из-за ограничений, вызванных пандемией COVID-19, дата начала работ была перенесена на 2023 год. Лишь в ноябре 2024 года, после длительных приготовлений и установки защитного оборудования, специалистам TEPCO удалось извлечь 0,7 грамма топливосодержащего материала из под реактора энергоблока, начав, таким образом, новый этап по «дорожной карте» ликвидации последствий аварии. По заявлению CEO TEPCO Акиры Оно, эта пробная операция стала лишь «каплей в море», однако компания продолжит попытки по разбору топливных обломков, постепенно увеличивая объёмы извлекаемого материала.

## Упоминание в массовой культуре

### Художественные фильмы
«Фукусима (фильм)»